# Vườn quốc gia Bù Gia Mập
Vườn quốc gia Bù Gia Mập là nơi bảo tồn các nguồn sinh quyển ở miền Đông Nam Bộ, Việt Nam.

## Lịch sử
Vườn quốc gia này được chuyển hạng từ khu bảo tồn thiên nhiên Bù Gia Mập thành vườn quốc gia theo quyết định của Thủ tướng Chính phủ số 170/2002/QĐ-TTG ngày 27 tháng 11 năm 2002.

## Vị trí
Vườn quốc gia Bù Gia Mập nằm ở phía Đông Bắc tỉnh Đồng Nai, trên địa bàn xã Bù Gia Mập, tỉnh Đồng Nai, tại vị trí cực Bắc của tỉnh. Phía Đông vườn quốc gia này là tỉnh Lâm Đồng, phía Tây Bắc là biên giới Việt Nam - Campuchia. Tọa độ từ 12°08′30″ tới 12°17′30″ vĩ bắc, và từ 107°03′30″ đến 107°14′30″ kinh đông.

## Quy mô
Vườn quốc gia Bù Gia Mập có tổng diện tích 26.032 ha, nhưng trong đó diện tích rừng tự nhiên là 21.376 ha, bao gồm: 388 ha rừng giàu, 2.798 ha rừng trung bình, 1.692 ha rừng nghèo, 5.064 ha rừng hỗn giao và 11.434 ha rừng tre nứa. Vùng đệm vườn quốc gia có diện tích 15.200 ha gồm 7.200 ha thuộc tỉnh Bình Phước và 8.000 ha của tỉnh Đăk Nông.

## Nhiệm vụ
Vườn quốc gia Bù Gia Mập vừa là nơi bảo tồn hệ động vật, thực vật hoang dã, nguồn dược liệu quý hiếm, đồng thời vừa là rừng phòng hộ đầu nguồn cho những hồ chứa nước của thủy điện Thác Mơ và thủy điện Cần Đơn. Ngoài ra, nó còn phục vụ nghiên cứu khoa học, giáo dục môi trường và phát triển dịch vụ du lịch sinh thái. Đây là nơi bảo tồn các nguồn gien quý hiếm của hệ động, thực vật phong phú đặc trưng cho miền Đông Nam Bộ.

## Hệ động thực vật
Hệ thực vật ở đây có 724 loài thực vật nằm trong 326 chi, 109 họ, 70 bộ thuộc 6 ngành thực vật khác nhau. Các khu rừng nơi đây vẫn còn đảm bảo tính chất của rừng nguyên sinh, với đa số thuộc những loài cây họ Dầu và họ Đậu, quý hiếm như: cẩm lai, gõ đỏ, mun, lát hoa, gỗ mật, thạch tùng, giáng hương, trắc,... Ngoài ra vườn có 278 giống cây dược liệu.
Vườn bao gồm nhiều kiểu rừng:
- kiểu rừng kín rụng lá hơi ẩm nhiệt đới (rừng dầu rụng lá theo mùa, còn gọi là rừng khộp);
- kiểu rừng kín thường xanh mưa ẩm nhiệt đới (rừng lồ ô xen cây gỗ).

Hệ động vật của vườn quốc gia này gồm rất nhiều loài động vật hoang dã, tất cả có 437 loài. 
- Về có thú có 73 loài, trong đó có 59 loài có mặt trong sách đỏ Việt Nam như: gấu chó, báo gấm, sói lửa, bò tót, bò rừng, gấu ngựa, voi, chà và chân đen,... Vườn quốc gia là nơi cư trú của nhiều loại động vật thuộc bộ Linh trưởng như: khỉ đuôi lợn, khỉ mặt đỏ, khỉ vàng, voọc ngũ sắc, voọc xám,...
- Các loài chim thì vườn có 168 loài, hiện có 10 loài đang bị đe dọa tuyệt chủng như: gà lôi, chim hồng hoàng, chim hồng tía, dù dì phương Đông, cu xanh, niệc mỏ vằn, chim công, gà tiền mặt đỏ, chim yến hồng xám...
- Bò sát có 30 loài trong đó 12 loài ghi trong sách đỏ.
- Các nhà khoa học cũng đã xác định được hơn 200 loài động vật của vườn có thể làm dược liệu như: khỉ, rắn, trăn, tắc kè, ong mật, bìm bịp,...